# بيرولويجي ماركيز
بيرولويجي ماركيز (بالإيطالية: Pierluigi Marquis)‏ هو سياسي إيطالي، ولد في 30 مايو 1964 في أوستا في إيطاليا. حزبياً، نشط في Edelweiss (political party) ‏.